# 食中毒警報
食中毒警報（しょくちゅうどくけいほう）や食中毒注意報（しょくちゅうどくちゅういほう）とは、日本において食中毒の発生しやすい気象条件が成立して食中毒の多発が予想される場合に発令される、警報のことである。

## 概要
食中毒と気象条件との間に相関関係がみられるのではないかという推測から、ある気象条件となった場合に食中毒予防のため、日本の地方自治体から食品衛生行政の情報として広報されている。
全自治体ではなく長野県、大阪市、北海道、千葉県、神奈川県、愛知県、福井県、京都府、滋賀県、岡山県、島根県、香川県、大分県などで発表される。各自治体での名称、発令条件、期間、回数はさまざまである。
以前は夏場のみに出されていたが、ノロウイルスなどによる感染性胃腸炎は例年冬季に多発しているとして2013年度から冬季（11月 - 3月末）にも食中毒注意報を発令している。

### 発令される条件例
- 気温が30度以上となる日が長期間続くと予想される場合。
- 24時間以内に急激に気温が上昇して気温差が10℃以上を超えると予想される場合。
- 2日間の平均気温が27度以上で平均相対湿度が75%以上となった場合。
- その他、警報発令者が特に発令することが必要と認めた場合。

## 有効期間
夏場の場合、警報は発令から48時間を経過すると自動的に解除される。ただし、延長する場合は改めて警報を発令する。冬季の場合は期間を設定せず、基準値を下回るまで継続される。